# Bree Masters
Bree Masters (* 24. Juni 1995 in Hurstville City) ist eine australische Leichtathletin, die sich auf den Sprint spezialisiert hat.

## Sportliche Laufbahn
Erste Erfahrungen bei internationalen Meisterschaften sammelte Bree Masters im Jahr 2022, als sie bei den Ozeanienmeisterschaften in Mackay in 11,34 s die Silbermedaille im 100-Meter-Lauf hinter der Neuseeländerin Zoe Hobbs gewann und sich über 200 Meter in 23,87 s die Bronzemedaille hinter den Neuseeländerinnen Georgia Hulls und ihrer Landsfrau Ella Connolly sicherte. Zudem siegte sie mit der australischen 4-mal-100-Meter-Staffel mit neuem Meisterschaftsrekord von 44,06 s. Anschließend startete sie über 100 Meter bei den Weltmeisterschaften in Eugene und schied dort mit 11,29 s in der ersten Runde aus. Anschließend schied sie bei den Commonwealth Games in Birmingham mit 11,36 s im Halbfinale aus und belegte mit der Staffel in 43,16 s den vierten Platz. Im Jahr kam sie bei den Weltmeisterschaften in Budapest mit 11,43 s erneut nicht über den Vorlauf über 100 Meter hinaus und kam mit der Staffel im Vorlauf nicht ins Ziel. Bei den World Athletics Relays 2024 auf den Bahamas sicherte sie der 4-mal-100-Meter-Staffel einen Startplatz bei den Olympischen Sommerspielen in Paris. Dort schied sie über 100 Meter mit 11,34 s im Halbfinale aus und verpasste im Staffelbewerb mit 42,75 s den Finaleinzug.

## Persönliche Bestzeiten
- 100 Meter: 11,23 s (+1,3 m/s), 16. März 2023 in Auckland
- 200 Meter: 23,21 s (−0,7 m/s), 19. Februar 2022 in Brisbane